# دابینز (کالیفرنیا)
دابینز (به انگلیسی: Dobbins) یک منطقهٔ مسکونی در ایالات متحده آمریکا است که در شهرستان یوبا، کالیفرنیا واقع شده‌است. دابینز ۲۰٫۲۵۷ کیلومتر مربع مساحت و ۶۲۴ نفر جمعیت دارد و ۵۳۱ متر بالاتر از سطح دریا واقع شده‌است.